# De Gemmis
I de Gemmis sono un'antica famiglia nobile originaria del Regno di Napoli. La nobiltà della famiglia è documentata dal X secolo. Possedette i feudi di Castel Foce nel Marsi dal 1327 e di San Nicola in Calcidiis in Principato Ultra nel 1626.

## Personalità di spicco
- Ferrante de Gemmis, filosofo e letterato italiano  (1732 - 1803);
- Giuseppe de Gemmis,  giurista e magistrato italiano (1734 - 1812);
- Gioacchino de Gemmis,  vescovo cattolico e rettore italiano (1746 - 1822);
- Michele de Gemmis, magistrato e scrittore italiano (1799 - 1871);
- Nicola de Gemmis,  letterato e patriota italiano (1818 - 1883);
- Gennaro de Gemmis,  ingegnere, agronomo e bibliografo italiano (1904 - 1963).